# 菅野昭彦
菅野 昭彦（かんの てるひこ、1930年12月7日 - 1974年12月12日）は、日本の脚本家、歌人。

## 人物
宮城県仙台市出身。1945年、短歌雑誌のぬはり社に入り、菊池知勇に師事した。1953年東京大学文学部国文学科卒業。
脚本家として、松竹配給の映画やテレビドラマを多数手掛けた。
1974年12月12日、脳溢血のため死去。44歳没。

## 主な作品

### 脚本

#### 映画
※『ユートピア』以外松竹配給作品
- 大願成就（1959年） - 長谷部慶次、富田義朗と共同
- 銀座のお兄ちゃん挑戦す（1960年）
- 暴れん坊三羽烏（1960年）
- 恋とのれん（1961年）
- のれんと花嫁（1961年）
- クレージーの花嫁と七人の仲間（1962年）
- 三人娘乾杯!（1962年）
- 東京さのさ娘（1962年）
- はだしの花嫁（1962年）
- 泣いて笑った花嫁（1962年）
- 恋と出世に強くなれ!（1963年）
- 独立美人隊（1963年）
- 現代金儲け物語（1964年）
- 明日の夢があふれてる（1964年）
- ユートピア（1972年、プロダクション太陽社）

#### テレビドラマ
- 駅の伝言板 第2話「悪夢」（1959年、CX）
- プリンス劇場 / 愛のシグナル（1960年、CX） - 原作も担当
- しっかりしてえな（1964年 - 1965年、NTV）
- 日産スター劇場 / おれは宴会屋（1965年、NTV） - 大和久守正と共同
- アッちゃん（1965年、NTV） - 第20話のみ
- 風と樹と空と（1965年 - 1966年、NTV）
- 渥美清の泣いてたまるか（1966年 - 1967年、TBS） - 第33話のみ藤田秀弥と共同
- お嬢さん（1967年、CX）
- ウルトラセブン（1967年、TBS） - 第5話のみ
- どじょっこさん（1969年、ABC） - 第8話のみ
- 日立カラー劇場 / 暖春（1969年、CX） - 第6話のみ
- 新婚さん旧婚さん（1969年、NTV）
- おれは男だ!（1971年 - 1972年、NTV）
- 青春をつっ走れ（1972年、CX）
- あしたに駈けろ!（1972年、CX） - 第3話のみ

#### テレビアニメ
- 悟空の大冒険（1967年、CX）

### 監督助手
- 朝を呼ぶ口笛（1959年、松竹）

## 歌集
- 『夜の机』短歌新聞社、1967年
- 『感傷風景』短歌新聞社、1972年
- 『午後の風』1981年